# Williams (Arizona)
Williams – miasto w Stanach Zjednoczonych, w stanie Arizona, w hrabstwie Coconino.